# Antoni Roig Muntaner
Antoni Roig Muntaner (14 de novembre de 1931 - 4 de juny de 2019) fou un químic i polític mallorquí que destaca per les seves investigacions en macromolècules i per la creació de la Universitat de les Illes Balears (UIB).

## Biografia[calcitació]
Antoni Roig cursà batxillerat al Col·legi de Monti-sion de Palma, es llicencià en Ciències Químiques per la Universitat de València l'any 1953 i es doctorà a la Universitat Complutense de Madrid l'any 1958. En aquesta universitat exercí la docència com a professor ajudant primer i, després, com a professor adjunt i numerari. Acabada la tesi doctoral, passà als Estats Units, on residí dos anys becat, primer a la Universitat Duke (Durham) i posteriorment al Massachusetts Institute of Technology, a Boston. El 1963 fou becari postdoctoral al Centre de Recherches sur les Macromolécules d'Estrasburg. L'any 1962 ingressà a l'Institut de Química Física Rocasolano, adscrit al Consell Superior d'Investigacions Científiques (CSIC), on ocupà fins a l'any 1971 el càrrec de cap del Laboratori d'Alts Polímers.
L'any 1971 passa a la Universitat del País Basc, on fou director del Departament de Química Física durant un any i on aconseguí la càtedra de Química Física, fins que es trasllada a Palma per fer-se càrrec de la recent creada Facultat de Ciències, dependent aleshores de la Universitat Autònoma de Barcelona. A partir de 1973 passà a ser responsable de tots els centres universitaris de Palma, amb el càrrec de vicerector en dues universitats, la Universitat Central de Barcelona i la Universitat Autònoma de Barcelona, institucions de les quals depenien els centres mallorquins.
Entre 1979 i 1981 presidí la Comissió Gestora de la UIB fins que fou definitivament creada la UIB. Antoni Roig fou nomenat el 1981 Rector Honorari de la Universitat de les Illes Balears. Durant aquesta etapa fou vocal del Comitè Científic de la Comissió Interministerial Assessora d'Investigació Científica i Tècnica, creada l'any 1979.
A partir de 1981 Antoni Roig passà a desenvolupar diversos càrrecs a l'Administració. Així, els anys 1981 i 1982 fou director general de Política Científica del Ministeri d'Educació i Ciència. Posteriorment passà a la Universitat d'Alcalá de Henares, on fou vicedegà (1984) i degà (1985 i 1986) de la Facultat de Ciències.
L'any 1987, la carrera professional i personal d'Antoni Roig tombà cap a la política en fer-se càrrec de la Tinença de Batlle d'Urbanisme de l'Ajuntament de Palma en la legislatura de 1987 a 1991.
Durant quatre anys, de 1995 a 1999, dirigí el Departament de Química de la UIB. L'any 1999 fou nomenat director general en crear-se la Secretaria General del Pla d'Investigació i Desenvolupament Tecnològic (I+D) de la Conselleria d'Educació, Cultura i Esports del Govern de les Illes Balears. Finalment, l'any 2001 fou nomenat professor emèrit de la UIB.

## Obra[calcitació]
Com a investigador, Antoni Roig ha publicat més de cinquanta treballs de recerca, sempre en l'àmbit de la Química Física Macromolecular. Ha dirigit nombroses tesis doctorals i és el fundador d'un actiu grup de recerca en macromolècules els membres del qual estan avui repartits per les universitats Complutense de Madrid, del País Basc, de València, la UNED i d'Alcalá de Henares. És autor, juntament amb Mateo Díaz Peña, de dos toms de Química Física, editats per Alhambra-Longmans l'any 1972 amb nombroses reedicions, un text per a la docència universitària d'àmplia utilització tant a Espanya com a l'Amèrica Llatina.